# Villa Lippomano
Villa Lippomano (nome completo: Villa Lippomano Querini Stampalia Dall'Armi Valeri Manera Maschio) è una villa veneta di Monticella, ubicata sull'omonimo colle nel comune di San Vendemiano, in via Longhena, a pochi metri dal confine con Conegliano, dove sorge la vicina Villa Morpurgo.
Situata in posizione panoramica, la villa guarda a nord sui colli della Calpena, dove sorge il suggestivo Palazzo delle Anime.

## Storia

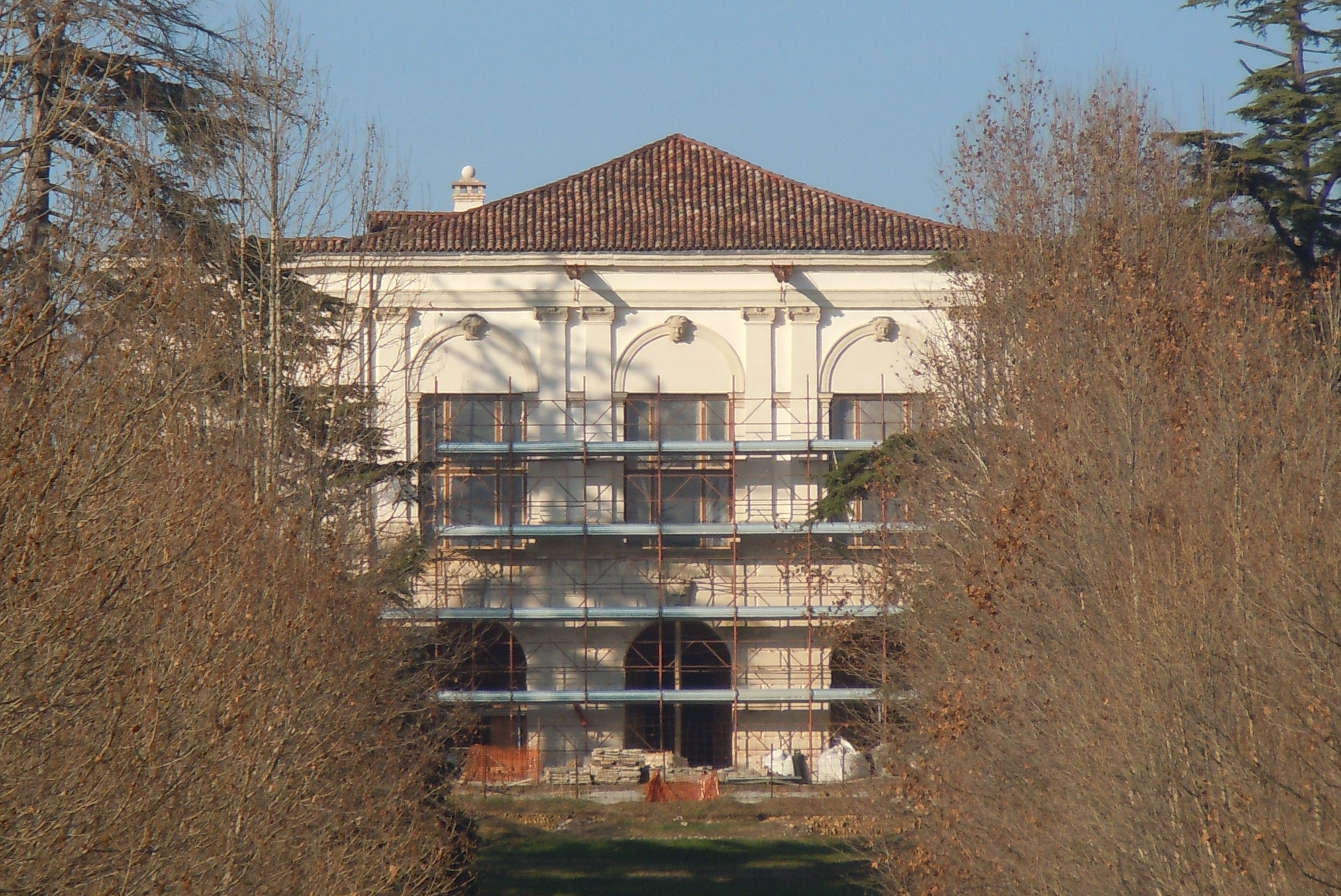
La facciata in restauro

Villa Lippomano fu voluta dall'omonima famiglia del patriziato veneziano come residenza di campagna; per la sua progettazione, nel XVII secolo, fu forse chiesta la mano di Baldassare Longhena, il grande architetto veneziano: tuttavia questa attribuzione è risultata essere molto dubbia. 
Nel XX secolo la villa passa anni di abbandono, che contribuiscono a un suo deperimento, causa anche i numerosi passaggi di proprietà. Negli anni duemila ha avuto inizio un restauro conservativo ad opera dell'architetto Angelo Buonocchio.

## Descrizione

### La villa
La facciata dell'imponente villa barocca ha un ampio portico al piano terra, aperto da cinque archi a tutto sesto con mascherone in chiave di volta, ai quali corrispondono, al primo piano cinque grandi monofore.
Internamente, al piano nobile, in posizione centrale c'è il salone da ballo, attorno al quale trovano posto le altre sale principali, tutte con affreschi e stucchi di grande eleganza.

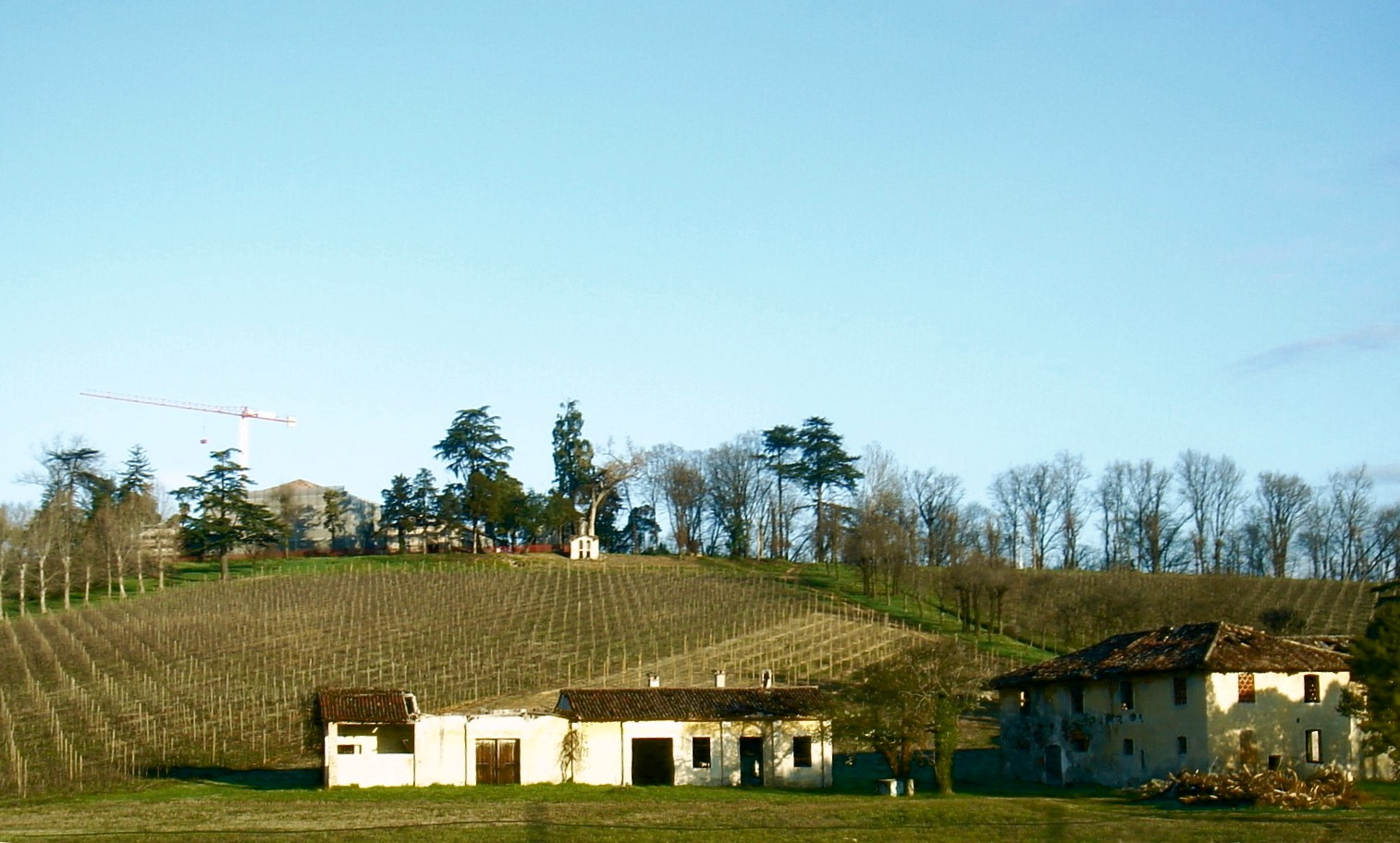
Veduta del colle con in primo piano le case rurali prima del restauro

### Gli annessi
Due barchesse, coerentemente alla tradizione delle ville venete, sorgono ai lati del blocco centrale, dal quale sono staccate.
La villa è dotata di una cappella privata, edificio autonomo con facciata a capanna e timpano; essa, posta a destra del complesso, ricorda un importante edificio sacro dei colli di Conegliano, San Nicolò in Monticella. Vi si trovano sepolti alcuni esponenti della famiglia Lippomano.
L'area circostante Villa Lippomano è costituita da una collina coltivata a vigneto: due viali alberati, uno di fronte alla villa, uno sul lato destro, conducono all'edificio. Ai piedi del colle ancora esistono le abitazioni dei mezzadri e gli annessi rustici, che dopo lungo abbandono hanno beneficiato di un restauro tra 2012 e 2013.